# Sami al-Hajj

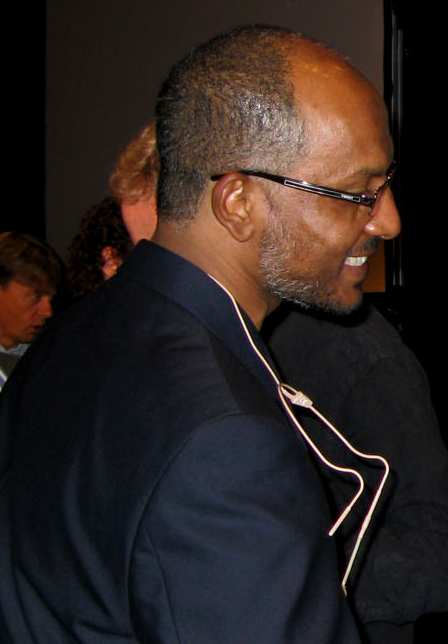
Sami al-Hajj år 2008.

Sami al-Hajj, född 15 februari 1969 i Khartoum, är en sudanesisk kameraman för al-Jazeera som hölls i Guantanamo Bay-fånglägret i sex år. Han började arbeta för al-Jazeera i oktober 2001.
Enligt al-Hajjs advokat Clive Stafford-Smith påstod amerikanska militären att han var en terrorist eftersom "fången erkänt att han övats i kameraanvändning vid Al Jazeera" (the detainee admitted that he had trained in the use of the camera with Al Jazeera). Enligt ett dokument daterat 4 april 2008, läckt av WikiLeaks, betraktades han som ett sannolikt hot mot USA och att han var av högt intelligensvärde (high intelligence value).

## Gripande
Pakistanska säkerhetsstyrkor grep honom vid afghansk-pakistanska gränsen december 2001. Han hölls i 23 dagar i Chaman. Han flyttades till ett militärfängelse i Quetta 7 januari 2002. Följande natt överlämnades han till amerikanska styrkor och flögs till flygbasen vid Bagram, där han hölls från 8 till 23 januari. Han blev slagen och fick inte mat eller medicinsk behandling. 23 januari flyttades han till ett fängelse i Kandahar. Röda Korset fick besöka honom en gång. Efter det fick han duscha för första gången på tre månader. Han flögs till Guantanamo Bay 13 juni 2002, tillsammans med ungefär 40 andra fångar. Han beskylldes för att ha intervjuat Usama bin Ladin i hemlighet, ha smugglat vapen för al-Qaida och för att ha haft en islamistisk nätsida. Inga bevis presenterades för dessa anklagelser.

## Tiden i Guantanamo Bay
Sami al-Hajj torterades regelbundet. 7 januari 2007 gick han i hungerstrejk. Han tvångsmatades flera gånger. Vakterna bestraffade ofta hungerstrejkarna med att hålla dem i obekvämare kedjor. al-Hajj bestraffades också med konfiskering av sina föremål - bland annat madrass, bönematta, knäprotes - i en mängd proportionerlig till antalet mål han vägrade äta. Enligt Haupt var ingen av hungerstejkarna i fara att dö, tack vare ett läkarteam. Enligt al-Hajj var läkarna till ingen nytta. De förorsakade skada under tvångsmatningen bland annat genom att sätta maten i lungorna istället för magen. Sammanlagt hungerstrejkade al-Hajj i 478 dagar.
Hans advokat Clive Stafford-Smith besökte honom i juli 2007. Stafford-Smiths anteckningar returnerades inte förrän i augusti, och delar av dem hade raderats. Stafford-Smith sade att al-Hajj förlorat ungefär 18 kilo i vikt och att han led av tarmproblem. Guantanamos talesman Rick Haupt sade dock att al-Hajjs vikt är "ideal". al-Hajj led också av paranoia och hade svårt att kommunicera normalt.
Han utsattes också för sexuell tortyr. Förhörarna hade hotat hans familj, speciellt hans son. Strax efter att han kommit till Guantanamo hindrades han från att sova i två dagar. Han fick inte medicinsk hjälp, trots att han hade strupcancer.
Enligt al-Hajj var avsikten med många förhör att få honom att säga att det finns en länk mellan al-Qaida och al-Jazeera. Av 130 förhör hade 120 den avsikten.
Enligt Guardian hade amerikanska myndigheter föreslagit att han skulle friges och få ett amerikanskt pass om han spionerar för dem på al-Jazeera. USA har försökt pressa sudanesiska myndigheter för att hindra al-Hajj från att resa eller arbeta med al-Jazeera.

## Familj
al-Hajj gifte sig med en azerisk kvinna 1997. De har en son.